# 대니얼 디포
대니얼 디포(영어: Daniel Defoe, 본명 Daniel Foe, 1660년 9월 13일 ~ 1731년 4월 24일)는 영국의 소설가·언론인이다. 런던에서 상인의 아들로 출생하여, 비국교도의 학교에서 교육을 받고 여러 가지 사업에 손을 댔으나 실패하였다. 이 때부터 정치 논문을 쓰며 언론 활동을 하다가 1719년 <로빈슨 크루소>를 발표하여 명성을 얻었다. 주요 저서로 <선장 싱글턴의 모험> <세계 신항해> 등이 있다.

## 생애
비국교도였기 때문에 고급 전문직의 길이 막혀 사업을 시작했다. 하지만 실패를 거듭하고는 타고난 글재주를 활용해서 쪽수로 계산해서 받는 원고료에 매달렸다. 저널리스트로 활동하고 만년에는 소설도 썼지만 일생의 유일한 목표는 자신에게 주어진 여건 속에서 큰돈을 버는 일이었다. 놀라울 정도로 많은 글을 썼는데, 주요 소설을 집중적으로 발표한 1719년에서 1724년 사이에는 300쪽 넘는 책만 21편을 냈고, 그 후 1731년 사망 시까지 5년여 동안 12권을 더 썼다. 대표작으로 ≪로빈슨 크루소≫를 비롯해서 ≪싱글턴 선장(Captain Singleton)≫(1720), ≪몰 플랜더스≫(1722), ≪흑사병 연도의 일지(A Journal of the Plague Year)≫(1722), ≪자크 대령≫(1722), ≪행운의 여인 록새너≫ 등이 있다.